# Bastiania octopapillata
Bastiania octopapillata är en rundmaskart som beskrevs av Meyl 1954. Bastiania octopapillata ingår i släktet Bastiania och familjen Bastianiidae. Inga underarter finns listade i Catalogue of Life.